# Родна кућа народног хероја Стојана Љубића
Родна кућа народног хероја Стојана Љубића је грађевина која је саграђена око 1918. године. С обзиром да представља значајну историјску грађевину, проглашена је непокретним културним добром Републике Србије. Налази се у Вујанову, под заштитом је Завода за заштиту споменика културе Ниш.

## Историја
На периферији села Вујанова, које је око осам километара удаљено од Бојника, се налази родна кућа народног хероја Стојана Љубића. Стојан Љубић је рођен у Вујанову 1916. године у породици сиромашног земљорадника са седморо деце. По завршетку основне школе је отишао у Лесковац где је уписао гимназију коју је завршио у Београду. После матурирања је студирао на Правном факултету Универзитета у Београду. На лето 1941. године је прешао у Посавски партизански одред где је ускоро постао командир чете. Погинуо је као командант Друге јужноморавске бригаде 1943. године у сукобу са четницима код села Косанчића. Родна кућа народног хероја Стојана Љубића је подигнута одмах после завршетка Првог светског рата 1918. године. Кућа представља мали приземни стамбени објекат начињен од опека, а препокривен ћерамидом. Крај улазних врата се налази камено степениште којим се улази у кухињски простор, а одатле са леве и десне стране се одлази у две преостале просторије. Кућа је током Другог светског рата била запаљена од стране Бугара али је након рата обновљена. У централни регистар је уписана 25. децембра 1986. под бројем СК 679, а у регистар Завода за заштиту споменика културе Ниш истог дана под бројем СК 129.